# Lily Anggreny
Lily Anggreny (Pematang Siantar, 15 settembre 1960) è un'ex atleta paralimpica tedesca.

## Biografia
Nata in Indonesia in una famiglia protestante, Lily Anggreny si è voluta trasferire in Germania per studiare. Nel periodo universitario si è dedicata molto allo sport, praticando il basket in carrozzina. Passata all'atletica leggera, ha fatto parte della squadra nazionale, cimentandosi sulle medie e lunghe distanze, dagli 800 metri piani alla maratona. Ha acquisito la cittadinanza tedesca nel 1994.
L'atleta ha partecipato a tre edizioni dei Giochi paralimpici estivi, conquistando quattro medaglie. In particolare a Barcellona 1992 ha vinto un oro, un argento e un bronzo. Ha gareggiato anche a numerose edizioni di Campionati mondiali per disabili, nel 1990 ad Assen, nel 1994 a Berlino, nel 1998 a Birmingham (dove ha ottenuto una medaglia d'argento e una di bronzo) e nel 2002 a Lilla. La passione di Lily Anggreny è la maratona: dapprima in sedia a rotelle da corsa, in tempi più recenti con l'handbike ha partecipato a molti eventi, in Europa e in America.
Per i suoi meriti sportivi, l'atleta è stata insignita due volte del Lauro d'argento: il 23 giugno 1993, con tutti gli atleti vincitori di una medaglia alle Paralimpiadi di Barcellona, dal Presidente della Repubblica Richard von Weizsäcker e quattro anni dopo dal Presidente Roman Herzog per la medaglia ottenuta ai Giochi di Atlanta.

## Palmarès
| Anno | Manifestazione       | Sede       | Evento               | Risultato | Prestazione | Note |
| ---- | -------------------- | ---------- | -------------------- | --------- | ----------- | ---- |
| 1992 | Giochi paralimpici   | Barcellona | 1500 m piani TW3-4   | 5ª        | 3'46"35     |      |
| 1992 | Giochi paralimpici   | Barcellona | 5000 m piani TW3-4   | Oro       | 12'41"94    |      |
| 1992 | Giochi paralimpici   | Barcellona | 10000 m piani TW3-4  | Argento   | 25'06"62    |      |
| 1992 | Giochi paralimpici   | Barcellona | Maratona TW3-4       | Bronzo    | 1h46'07"    |      |
| 1994 | Mondiali paralimpici | Berlino    | 800 m piani T53      | 5ª        | 2'00"73     |      |
| 1994 | Mondiali paralimpici | Berlino    | 1500 m piani T53     | 5ª        | 3'42"79     |      |
| 1994 | Mondiali paralimpici | Berlino    | 5000 m piani T53     | 5ª        | 13'07"25    |      |
| 1994 | Mondiali paralimpici | Berlino    | 10000 m piani T53    | Argento   | 25'36"80    |      |
| 1996 | Giochi paralimpici   | Atlanta    | 800 m piani T53      | 6ª        | 1'56"48     |      |
| 1996 | Giochi paralimpici   | Atlanta    | 1500 m piani T52-53  | 4ª        | 3'33"57     |      |
| 1996 | Giochi paralimpici   | Atlanta    | 5000 m piani T52-53  | 6ª        | 12'42"86    |      |
| 1996 | Giochi paralimpici   | Atlanta    | 10000 m piani T52-53 | Bronzo    | 25'23"01    |      |
| 1998 | Mondiali paralimpici | Birmingham | 1500 m piani T55     | 4ª        |             |      |
| 1998 | Mondiali paralimpici | Birmingham | 5000 m piani T55     | Argento   |             |      |
| 1998 | Mondiali paralimpici | Birmingham | Maratona T55         | Bronzo    |             |      |
| 2000 | Giochi paralimpici   | Sydney     | 1500 m piani T54     | 10ª       | 3'54"53     |      |
| 2000 | Giochi paralimpici   | Sydney     | 5000 m piani T54     | 9ª        | 12'59"53    |      |
| 2000 | Giochi paralimpici   | Sydney     | Maratona T54         | 4ª        | 1h54'47"    |      |

## Altre competizioni internazionali
1996
- 8ª ai Giochi olimpici di Atlanta 1996 ( Atlanta), 800 m piani (gara dimostrativa) - 2'05"33[6]

2000
- 7ª ai Giochi olimpici di Sydney 2000 ( Sydney), 800 m piani (gara dimostrativa) - 1'57"63[7]